# 周育萍
周　育萍（しゅう　いくへい、Yu-Ping Chou、 1972年2月22日-) は、台湾出身の柔道選手。現役時代は48kg級及び52kg級の選手。

## 人物
1986年の世界選手権48kg級では、わずか14歳にして5位となった。1987年の世界選手権では3回戦で江崎史子に横四方固で敗れたものの、敗者復活を勝ち上がって3位となり、15歳にしてメダルを獲得した。翌年のソウルオリンピック(公開競技)では7位だった。その後階級を52kg級に上げると、1989年の世界選手権では5位となった。1991年のアジア選手権では3位になったが、翌年のバルセロナオリンピックには出場しなかった。2014年現在も台湾選手として世界大会における唯一のメダリストとなっている。

## 主な戦績
48kg級での戦績
- 1986年 - 世界選手権　5位
- 1987年 - 世界選手権　3位
- 1988年 - ソウルオリンピック　7位

52kg級での戦績
- 1989年 - 世界選手権　5位
- 1990年 - 世界ジュニア　3位
- 1991年 - アジア選手権　3位